# Medal of Distinguished Service

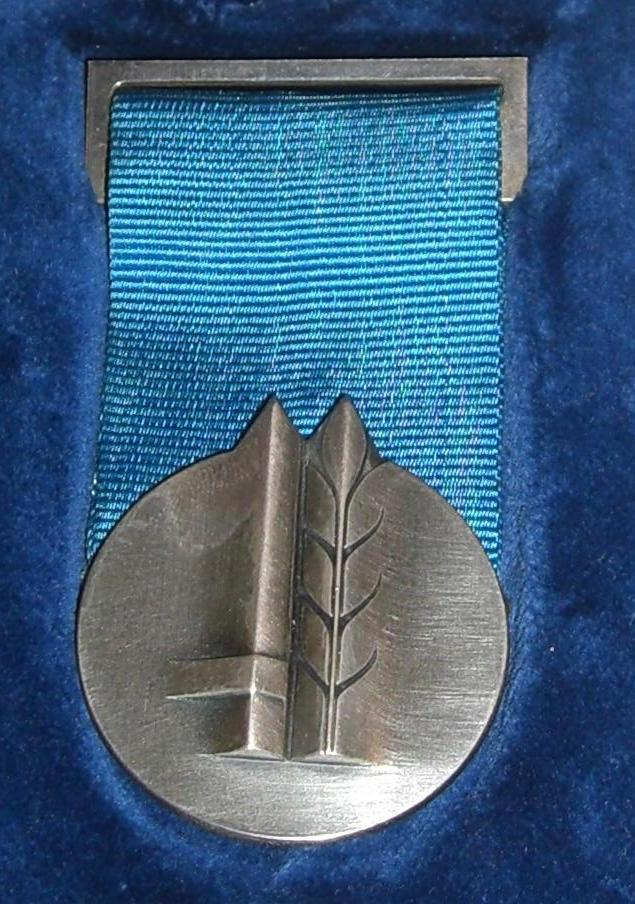

De Medal of Distinguished Service (Hebreeuws: עיטור המופת Itur Hamofet) is een Israëlische militaire onderscheiding.
Deze onderscheiding werd per wet van de Knesset (Israëlische parlement) ingesteld in 1970, en kan ook uitgereikt worden voor heldendaden van voor 1970.
Tot op heden is deze medaille 600 maal uitgereikt, voor het laatst in 2007. Twee soldaten hebben deze onderscheiding tweemaal ontvangen.

## Uiterlijk
De medaille is ontworpen door Dan Reisinger en is rond van vorm.
Op de voorkant van de medaille staat een zwaard met een olijventak, wat symbool staat voor gecontroleerde kracht. Op de achterkant staat niets. De medaille is bevestigd aan een blauw lint.
De medailles worden gemaakt  door de Israel Government Coins and Medals Corporation, de medaille bestaat uit 25 gram zilver/935 and het klipje bestaat uit chroommetaal.

## Bekende ontvangers
- Esther Arditi, de enige vrouw die deze onderscheiding ontvangen heeft.
- Ehud Barak (אֵהוּד בָּרָק), een van de meest gedecoreerde soldaten van de IDF.
- Michael Burt, ontving deze onderscheiding tweemaal.
- Nehamia Cohen, een van de meest gedecoreerde soldaten van de IDF.
- Ephraim Eitam (אפרים "אפי" איתם), ontving deze onderscheiding tijdens de Jom Kipoeroorlog.
- Shlomo Hagani, ontving deze onderscheiding tweemaal..
- Amram Mitzna (עמרם מצנע), ontving deze onderscheiding voor zijn heldendaden tijdens de Zesdaagse Oorlog.
- Yonatan Netanyahu (יונתן "יוני" נתניהו), ontving deze onderscheiding voor zijn heldendaden tijdens de Jom Kipoeroorlog.
- Zevulun Orlev (זבולון אורלב), ontving deze onderscheiding voor zijn heldendaden tijdens de Jom Kipoeroorlog.
- Dan Shomron, ontving deze onderscheiding voor zijn heldendaden tijdens de Suezcrisis.
- Amos Yarkoni (עמוס ירקוני), ontving deze onderscheiding toen hij met pensioen ging voor jarenlang heldhaftig de strijd aan te gaan tegen terroristen aan de grenzen van de staat Israël.